# Netelia hirashimai
Netelia hirashimai är en stekelart som beskrevs av Konishi 1986. Netelia hirashimai ingår i släktet Netelia och familjen brokparasitsteklar. Inga underarter finns listade i Catalogue of Life.